# Antilla (orquídea)
Antilla  es un género de orquídeas originarias de la región del Caribe que tiene asignada 12 especies.

## Descripción
No se tienen datos de este género.

## Especies
- Antilla alainii (Dod) Luer, Monogr. Syst. Bot. Missouri Bot. Gard. 95: 255 (2004).
- Antilla alpestris (Sw.) Luer, Monogr. Syst. Bot. Missouri Bot. Gard. 95: 255 (2004).
- Antilla appendiculata (Cogn.) Luer, Monogr. Syst. Bot. Missouri Bot. Gard. 95: 255 (2004).
- Antilla bahorucensis (Luer) Luer, Monogr. Syst. Bot. Missouri Bot. Gard. 95: 255 (2004).
- Antilla erosa (Urb.) Luer, Monogr. Syst. Bot. Missouri Bot. Gard. 95: 255 (2004).
- Antilla laxa (Sw.) Luer, Monogr. Syst. Bot. Missouri Bot. Gard. 95: 255 (2004).
- Antilla parvula (Ames & C.Schweinf.) Luer, Monogr. Syst. Bot. Missouri Bot. Gard. 95: 255 (2004).
- Antilla pendens (Dod) Luer, Monogr. Syst. Bot. Missouri Bot. Gard. 95: 255 (2004).
- Antilla privigna (Luer) Luer, Monogr. Syst. Bot. Missouri Bot. Gard. 95: 255 (2004).
- Antilla prostrata (Lindl.) Luer, Monogr. Syst. Bot. Missouri Bot. Gard. 95: 255 (2004).
- Antilla quisqueyana (Dod) Luer, Monogr. Syst. Bot. Missouri Bot. Gard. 95: 255 (2004).
- Antilla trichophora (Lindl.) Luer, Monogr. Syst. Bot. Missouri Bot. Gard. 95: 255 (2004).